# Alfons d'Este (1527-1587)

Escut d'armes de la Casa d'Este.

Alfons d'Este (Ferrara, Ducat de Ferrara 1527 - íd. 1587) fou un príncep dels ducats de Ferrara, Mòdena i Reggio que va esdevenir marquès de Montecchio. Membre de la Casa d'Este, el seu fill aconseguí esdevenir duc de Mòdena a la mort del seu nebot Alfons II d'Este.

## Orígens familiars
Va néixer el 10 de març de 1527 a la ciutat de Ferrara sent el fill il·legítim d'Alfons I d'Este i la seva amistançada Laura Dianti. Per línia paterna fou net d'Hèrcules I d'Este i Elionor de Nàpols, i germà per part de pare d'Hèrcules II d'Este, Hipòlit d'Este o Francesc d'Este, entre d'altres.

## Herència familiars
El seu pare li cedí la ciutat de Montecchio el 1523, domini que l'emperador Maximilià II del Sacre Imperi Romanogermànic l'elevà a marquesat el 1569.

## Núpcies i descendents
Es casà el 3 de gener de 1549 amb Juliana della Rovere, filla del duc Francesc Maria I della Rovere i Elionor Gonzaga. D'aquesta unió nasqueren:
- Alfons d'Este (1560-1578), casat amb Marfisa d'Este
- Cèsar I d'Este (1562-1628), duc de Mòdena
- Elionor d'Este (1561-1637), casada el 1594 amb Carlo Gesualdo di Venosa

En segones núpcies es casà el 1584 amb Violant Signa. D'aquesta unió no tingueren fills.
Tingué diversos fills naturals, entre ells:
- Alexandre d'Este (1568-1624), cardenal
- Hipòlita d'Este (1565-1602), casada el 1594 amb Frederic II Pico della Mirandola